# Мураяма, Хироси
Хироси Мураяма (яп. 村山 浩; род. 25 марта 1974, Тиба, Япония) — японский спортсмен-парабадминтонист. Бронзовый призёр летних Паралимпийских игр 2020 и 2024 годов в парном разряде.

## Биография
На летних Паралимпийских играх 2020 в Токио завоевал «бронзу» в парном (классы WH1—WH2) разряде. В одиночном разряде (класс WH1) в группе победил южнокорейского спортсмена Ли Сам Сопа и представителя Германии Ён-чин Ми, в четвертьфинале — японца Осаму Нагасиму. В полуфинале уступил будущему победителю, китайцу Цюй Цзымо. В матче за третье место проиграл корейцу Ли Дон Сопу. В парном разряде в команде с Дайко Кадзиварой в группе победили немцев Томаса Вандшнайдера и Ён-чин Ми и проиграли китайцам Цюй Цзымо и Май Цзяньпэну. В полуфинале вновь проиграли китайской паре Цюй — Май, а в матче за третье место выиграли команду из Таиланда — Джакарина Хомхуала и Думнерна Джунтхонга.
На летних Паралимпийских играх 2024 в Париже вновь завоевал «бронзу» в паре с Дайко Кадзиварой. В одиночном разряде (класс WH1) в группе победил японца Осаму Нагасиму и проиграл корейцу Чой Джун Ману. В четвертьфинале уступил корейцу Чон Джэ Гуну. В парном разряде в команде с Дайко Кадзиварой в группе победили немцев Томаса Вандшнайдера и Рика Корнелла Хеллмана и малайцев Нура Азвана Нурлана и Мухаммада Ихван Рамли и проиграли китайцам Цюй Цзымо и Май Цзяньпэну. В полуфинале опять встретились с китайской парой Цюй — Май и уступили им. В матче за третье место победили другую японскую пару Такуми Мацумото — Осаму Нагасима.